# Salvador Gómez de los Ángeles

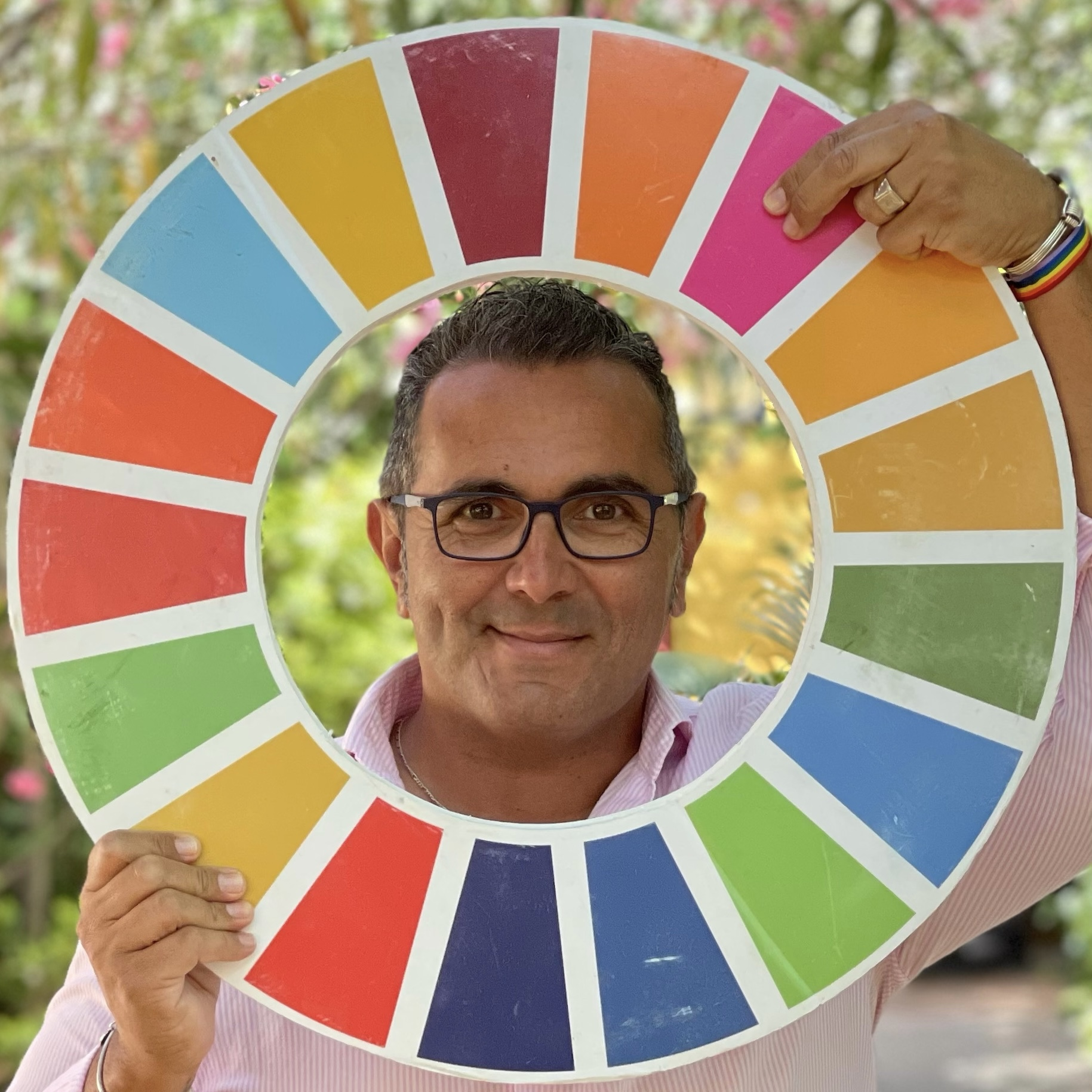

Salvador Gómez de los Ángeles (La Redondela, Huelva) es un político español, exdiputado provincial y exportavoz de la Diputación Provincial de Huelva. Actualmente es alcalde de La Redondela, cargo que ostenta desde el año 2011
Además es el secretario general del Partido Socialista Obrero Español (PSOE) en La Redondela (Huelva).

## Alcaldía
En las elecciones del 22 de mayo del 2011, Salvador Gómez fue candidato a alcalde de La Redondela. 
Tras un problema imprevisto, el grupo Independientes La Redondela (ILR) impugnó la votación donde el PSOE era el partido más votado.
Dicha impugnación provocó el cierre de las urnas durante casi dos horas e hizo que se alargara hasta las diez de la noche la votación. Finalmente el candidato por el PSOE fue concebido como alcalde.

## Portavocía de la Diputación
Casi un mes antes de la dimisión de Ignacio Caraballo como presidente de la Diputación de Huelva, fue nombrado portavoz de la Diputación provincial de Huelva. Dicho cargo fue extendido también en la legislatura de María Eugenia Limón.

| Predecesor: José Fernández de los Santos | Portavoz de la Diputación Provincial de Huelva 2020- 2023 | Sucesor: Rocío Moreno Domínguez |
| Predecesor: Antonio Martín Cabanillas    | Alcalde de La Redondela 2011-                             | Sucesor: En el cargo            |